# AB Волка
AB Волка (лат. AB Lupi) — двойная затменная переменная звезда (E:) в созвездии Волка на расстоянии приблизительно 5965 световых лет (около 1829 парсеков) от Солнца. Видимая звёздная величина звезды — от +14,5m до +12,5m.

## Характеристики
Первый компонент — жёлто-белая звезда спектрального класса F. Радиус — около 3,95 солнечных, светимость — около 31,192 солнечных. Эффективная температура — около 6860 K.